# Perigonia pittieri
Perigonia pittieri là một loài bướm đêm thuộc họ Sphingidae. Loài này có ở Venezuela, Guyane thuộc Pháp và Brasil.
Chiều dài cánh trước là 24–27 mm đối với con đực và khoảng 29 mm đối với con cái. Nó giống với Perigonia stulta, nhưng rìa ngoài cánh trước cong đều hơn.